# Rohrachtal
Rohrachtal ist ein Naturschutzgebiet auf dem Gebiet der baden-württembergischen Stadt Geislingen an der Steige im Landkreis Göppingen.

## Kenndaten
Das Gebiet wurde mit Verordnung des Regierungspräsidiums Stuttgart vom 24. November 1982 als Naturschutzgebiet ausgewiesen und hat eine Größe von 12,8 Hektar. Es wird unter der Schutzgebietsnummer 1.105 geführt. Der CDDA-Code für das Naturschutzgebiet lautet 82432 und entspricht der WDPA-ID.

## Lage
Das Schutzgebiet liegt südlich von Geislingen an der Steige direkt an die Ortslage angrenzend im Rohrachtal und erstreckt sich von der Fischzuchtanlage bis zur Schimmelmühle. Die Eisenbahnlinie und die B 10 trennen das Gebiet von dem 1.331 Hektar großen Naturschutzgebiet Eybtal mit Teilen des Längen- und Rohrachtales. Es liegt vollständig im 5.430 Hektar großen FFH-Gebiet Nr. 7423-342 Filsalb und auch im Vogelschutzgebiet (SPA-Gebiet) Mittlere Schwäbische Alb, das 39.597 Hektar groß ist.
Das NSG Rohrachtal liegt im Naturraum 094-Mittlere Kuppenalb innerhalb der naturräumlichen Haupteinheit 09-Schwäbische Alb.

## Schutzzweck
Es handelt sich um eine von dem Flüsschen Rohrach und im stark sumpfigen Kerngebiet vom Tierbach durchflossene Talaue, die ganzjährig größere, bleibende Seichtwasserflächen aufweist. Schutzzweck ist die Erhaltung eines überregional bedeutsamen Feuchtgebietes mit einer seltenen Flora und Fauna. Besonders hervorzuheben ist der ornithologische Wert des Gebietes.